# جين بيري
جين بيري (بالإنجليزية: Gene Beery)‏ هو رسام أمريكي، ولد في 1937.